# Dabasi kistérség
A Dabasi kistérség kistérség Pest megyében, központja: Dabas.

## Települései
| Dabas      | Hernád     | Inárcs           | Kakucs    | Örkény    |
| Pusztavacs | Táborfalva | Tatárszentgyörgy | Újhartyán | Újlengyel |

## Fekvése
A dabasi kistérség a Magyar Alföldön terül el. Itt találjuk Magyarország földrajzi középpontját Pusztavacs község határában. Területének nagyobbik része a Duna–Tisza közi homokhátságon, kisebbik része a Pesti-síkságon terül el. Budapest távolsága 30-60 kilométer, Kecskemét 50-30 kilométer. 
A dabasi kistérséget érinti az M5 autópálya, az 5-ös és 405-ös országút, illetve a 142-es számú Budapest–Lajosmizse–Kecskemét-vasútvonal.

## Lakónépesség alakulása
| Település        | Lélekszám (2009) | Lélekszám (2014) |
| ---------------- | ---------------- | ---------------- |
| Dabas            | 16 671           | 16 588           |
| Örkény           | 4 924            | 4 851            |
| Inárcs           | 4 448            | 4 390            |
| Hernád           | 4 077            | 4 035            |
| Táborfalva       | 3 429            | 3 278            |
| Újhartyán        | 2 755            | 2 722            |
| Kakucs           | 2 729            | 2 877            |
| Tatárszentgyörgy | 1 966            | 1 883            |
| Újlengyel        | 1 757            | 1 678            |
| Pusztavacs       | 1 427            | 1 342            |
| Összesen         | 44 183           | 43 643           |